# Postulados de Koch
Los postulados de Koch  (o postulados de Henle-Koch) fueron formulados por Robert Koch, como una lista de requerimientos muy estrictos para poder validar la existencia de un microorganismo y una enfermedad. Esos postulados fueron formulados en 1884 para establecer la etiología de la tuberculosis, y luego fueron redefinidos y publicados por Koch en 1890.
Utilizados para confirmar el papel etiológico de un microorganismo en otras enfermedades, esos postulados fueron modificados a lo largo del siglo XX de acuerdo con el estado del conocimiento, los problemas encontrados y la aparición de nuevas técnicas. Desde la década de 1980, los postulados han tenido una adaptación basada en técnicas moleculares.

## Desarrollo
Los postulados fueron formulados a partir de los experimentos de Robert Koch con Bacillus anthracis. Demostró que al inyectar una pequeña cantidad de sangre de un ratón enfermo en uno sano, en el último aparecía carbunco. Tomando sangre del segundo animal e inyectándola en otro, obtenía de nuevo los síntomas de la enfermedad. Luego de repetir la operación una veintena de veces, consiguió cultivar la bacteria en caldos nutritivos fuera del animal y demostró que, incluso después de muchas transferencias de cultivo, la bacteria podía causar la enfermedad cuando se reinoculaba a un animal sano. Fueron aplicados para establecer la etiología del carbunco, pero ha sido generalizado para el resto de  las enfermedades infecciosas con objeto de saber cuál es el agente participante. Los postulados son los siguientes:
1. El agente patógeno debe estar presente en los animales enfermos y ausente en los sanos.
2. El agente debe ser cultivado en un cultivo axénico puro aislado del cuerpo del animal.
3. El agente aislado en un cultivo axénico debe provocar la enfermedad en un animal susceptible al ser inoculado.
4. El agente debe ser aislado de nuevo de las lesiones producidas en los animales de experimentación y ser exactamente el mismo al aislado originalmente.

## Postulados moleculares
Los postulados moleculares de Koch se basan en los postulados formulados por Koch en 1884. Sirven para probar que un fenotipo de virulencia es causado por la expresión de un gen específico. Fueron modificados en el año 1988, para adaptarlos a la biología molecular por Stanley Falkow

### Postulados
1. El fenotipo o propiedad investigada debe tener una relación estrecha con las cepas patógenas de la especie y no con las cepas no patógenas.
2. La inactivación específica del gen o genes vinculados con el rasgo de virulencia sospechado debe provocar una reducción medible de la patogenicidad o virulencia.
3. La inversión o sustitución del gen mutado con un gen natural debe restablecer la patogenicidad o virulencia.